# محمد نامق باشا
محمد أمين نامق باشا (1804 - 1892) سياسي عثماني يعد من أهم رجال الدولة العثمانية في القرن التاسع عشر خدم عند 5 سلاطين عثمانيين وعمل مستشارا لدى 4 منهم. أنشأ الأكاديمية الحربية العثمانية وشغل منصب والي بغداد مرتين (1851-1852)، (1862-1867). ونال رتبة المشيرية لفيلق العراق والحجاز سنة 1265 هـ.كما شغل منصب سرعسكر (وزير الحربية) ومنصب الصدر الأعظم (رئيس الوزراء) في الدولة العثمانية.

## دوره في قضية أرض الصوفية
اندلعت قضية أرض الصوفية في محاكم البصرة ثم بغداد سنة 1866م، وكانت بين بعض أسرة آل زهير حكام الزبير وبين صباح بن جابر الصباح حاكم الكويت آنذاك، طالب فيها المدعين برد أرض الصوفية لهم لأن من باعها للشيخ لم يكن موكلا من قبلهم لبيعها، فلما فتحت دعوى القضية في محكمة في البصرة أوفد الشيخ صباح إبنه الأكبر عبد الله موكلا من قبله لكي يبين لمتسلم البصرة سليمان بك صحة البيع، وأن الأرض ملك لشيخ الكويت اشتراها والده جابر من آل زهير. ولكن المتسلم أصدر حكمه لصالح آل زهير، فما كان من عبد الله إلا أن توجه إلى بغداد حيث نجح في إقناع نامق باشا والي بغداد بحسم القضية لصالح آل صباح وابقاء البساتين بحوزتهم.
ولا يعرف بالضبط الأسباب التي دعت نامق باشا إلى ابقاء البساتين بيد آل صباح، ومن تلك الأسباب:
- كان الباشا يطمع في جعل الكويت قضاءً عثمانيًا، وتعيين الشيخ عبد الله قائمقام لتلك الإمارة. وقد عرض الأمر على عبد الله الذي اعتذر عن قبول هذا الأمر طالما أبوه على قيد الحياة، ووعده بقبول طلبه عندما يؤول أمر حكم الكويت إليه، فاكتفى نامق باشا منه بهذا الوعد.[7]
- تلقى الوالي تقريرًا بأن الشيخ صباح يعد العدة للهجوم على الزبير إذا صدر القرار ضد مصلحته، وأن شيخ الكويت تلقى دعما من الإمام عبد الله بن فيصل آل سعود.[8]